# Ibrahim Eris
Ibrahim Eris (tr. İbrahim Eriş; Bafra, Samsun, 7 de novembro de 1944 – Turquia, 8 de novembro de 2024) foi um economista brasileiro, nascido na Turquia.

## Carreira
Militou em partidos de orientação marxista durante a juventude na Turquia. Estudou nos Estados Unidos, na Universidade Vanderbilt, onde foi orientado pelo romeno Nicholas Georgescu-Roegen, criador da economia ecológica.
Naturalizado brasileiro, foi presidente do Banco Central do Brasil (BCB), durante o governo Fernando Collor, e fazia parte da equipe econômica da ministra Zélia Cardoso de Mello, que implantou o Plano Collor. Comandou o BCB de 15 de março de 1990 até 17 de maio de 1991. Deixando o governo, passou a atuar como consultor de investimentos.
Morreu em 8 de novembro de 2024, na Turquia e a causa da morte não foi revelada.